# سوق خمیس (استان بویره)
سوق خمیس (استان بویره) (به عربی: سوق الخميس) یک شهرداری در الجزایر است که در استان بویره واقع شده‌است. سوق خمیس ۸٬۰۳۹ نفر جمعیت دارد.